# 萨拉·艾顿
萨拉·艾顿，OBE（1980年4月9日—），生于阿什福德，英国专业帆船运动员。 
2004年夏季奥林匹克运动会中，她与雪莉·罗伯逊和萨拉·韦布一起获得帆船英凌级冠军，在北京奥运会中，她与皮帕·威尔逊、萨拉·韦布一起再次夺得该项目金牌。